# Barrage de Ludila
Le barrage de Ludila est un barrage sur la rivière Jinsha (nom donné au cours supérieur du Yangzi Jiang), situé dans la province du Yunnan en Chine. Il est associé à une centrale hydroélectrique de 2 160 MW , comprenant 6 turbines de 360 MW chacune . Sa production électrique moyenne est estimée à 9 957 GWh/an.
Il s'agit d'un barrage-poids en béton compacté au rouleau (BCR). Il forme un lac de retenue d'un volume de 1,718 km3.
Sa construction a débuté en 2006. Les premiers générateurs ont été mis en service en 2013, les derniers en octobre 2015. Le coût de construction total a atteint 21,95 milliards de yuans.
Le barrage a dû être vidé pour cause de malfaçon[réf. nécessaire].

## Cascade hydroélectrique du Jinsha moyen
Le barrage de Liyuan est le septième barrage d'une cascade hydroélectrique sur le Jinsha moyen, qui en comportera huit au total : Longpan, Liangjiaren, Liyuan, Ahai, Jinanqiao, Longkaikou, Ludila et Guanyinyan. Sur cette section de 1 328 km entre Shigu et Panzhihua, le fleuve Yangzi Jiang chute de 1 570 mètres, offrant un potentiel hydroélectrique considérable,.